# Berit Künnecke
Berit Künnecke (* 1978 in Peine) ist eine deutsche Theater- und Filmschauspielerin.

## Leben
Künnecke studierte von 1999 bis 2002 Schauspiel am Rose Bruford College, anschließend bis 2004 an der Central School of Speech and Drama in London. Bereits 2001 war sie in Antigone als „Isemene“ und in Fuemte Ovejuna als „Pascuala“ im Rose Theatre in London zu sehen. 2004 war sie „Emma“ in The Bethlehem Diaries im Arcola Theatre, 2009 „Helga“ in Judgment Day im Almeida Theatre London. Von 2007 bis 2008 besuchte Künnecke die École Jacques Lecoq in Paris.
2010 spielte Künnecke erstmals in dem Kurzspielfilm Backwards. Sie wirkte fortan in weiteren Kurzfilmen wie Do you sell yourself at work? (2012), Shampoo (2014) und Pantyhouse (2014) mit. 2017 war sie in dem TV-Film Stunde des Bösen – Die Familie zu sehen. Nach zahlreichen Auftritten in Fernsehfilmen und -serien wie Der Bulle und das Biest, Totgeschwiegen, der Spreewaldkrimi und Frau Jordan stellt gleich wirkte sie 2019 in ihrem ersten Kinofilm My Zoe als Krankenschwester mit. Nachdem sie 2021 im Polizeiruf 110 – Sabine zu sehen war, spielte sie 2021 in dem Tatort – Die dritte Haut die Hauptrolle der Jenny Nowack, einer alleinerziehenden Mutter, der nach einem Wechsel des Hauseigentümers die Zwangsräumung droht.

## Filmographie (Auswahl)
- 2010: Backwards
- 2012: Do you sell yourself at work?
- 2014: Shampoo
- 2014: Pantyhouse
- 2016: Trauerweiden
- 2017: Die Familie
- 2019: Der Bulle und das Biest
- 2019: Totgeschwiegen
- 2019: Spreewaldkrimi – Zeit der Wölfe
- 2019: Frau Jordan stellt gleich – Pick up und PEKiP
- 2019: My Zoe
- 2019: Wolfsland – Heimsuchung
- 2020: Der Usedom-Krimi – Schmerzgrenze
- 2021: Polizeiruf 110 – Sabine
- 2021: Praxis mit Meerblick – Vatertag auf Rügen
- 2021: Tatort – Die dritte Haut
- 2021: Bring mich nach Hause
- 2021: Sweet Disaster
- 2023: Tod am Rennsteig – Auge um Auge
- 2024: SOKO Hamburg: Tödliche Tradition
- 2024: In aller Freundschaft – Die jungen Ärzte: Lebensträume
- 2025: Tod am Rennsteig – Haus der Toten